# Kuniaki Shibata
Kuniaki Shibata, in giapponese 柴田 国明 (Hitachi, 29 marzo 1947), è un ex pugile giapponese, campione del mondo WBC dei pesi piuma (1970-1972) e poi dei pesi superpiuma sia nella versione WBA (1973), sia in quella WBC (1974-1975).

## Carriera
Per la sua preparazione, Kuniaki Shibata era solito affidarsi alle cure di Tokujiro Namikoshi, fondatore nel 1940 dell'Università Shiatsu del Giappone e sistematizzatore di una forma di terapia shiatsu basata sull'anatomia e la fisiologia occidentale. Dopo 35 match tutti vinti, tranne due pari e due sconfitte, Shibata fu designato per contendere al fuoriclasse messicano Vicente Saldívar il titolo mondiale WBC con lo status di campione lineare dei pesi piuma.
L'11 dicembre 1970 all'Auditorio Municipal di Tijuana riuscì a conquistare il titolo mondiale costringendo l'avversario all'abbandono al 12º round. Difese una prima volta vittoriosamente la cintura battendo per KO alla prima ripresa Raúl Cruz al Metropolitan Gym di Tokyo. Due mesi dopo, sempre su un ring giapponese, mantenne il titolo costringendo al pari il panamense Ernesto Marcel, proveniente dalla categoria inferiore. Perse il titolo dei piuma il 19 maggio 1972, ancora a Tokyo, di fronte ai pugni del messicano Clemente Sánchez che lo mise KO alla terza ripresa.
Shibata passò allora di categoria e il 12 maggio 1973 riuscì a conquistare il titolo mondiale WBA con lo status di campione lineare dei pesi superpiuma, battendo ai punti in quindici riprese il filippino Ben Villaflor sul ring di Honolulu, con verdetto unanime sia pur di strettissima misura (uno-due punti). Il suo regno, però, durò poco più di sette mesi perché, sempre a Honolulu, il medesimo avversario si prese una sonora rivincita mettendolo KO dopo soli 1:56 dal suono della campana iniziale.
Si rifece conquistando il titolo mondiale della medesima categoria nella versione WBC battendo a Tokyo il messicano Ricardo Arredondo, ai punti in quindici riprese, con verdetto unanime.
Difese vittoriosamente il titolo tre volte, sempre in terra giapponese, tra il 1974 e il 1975. Il 5 luglio 1975 nulla poté di fronte alla strapotenza del portoricano Alfredo Escalera che, benché di fronte a un pubblico giapponese, lo mise KO dopo 1:56 del secondo round, strappandogli definitivamente la cintura mondiale dei superpiuma.
Combatté altre tre volte ottenendo altrettante vittorie ai punti in dieci riprese, poi appese i guantoni al chiodo.